# Tuc de Bedurt
El Tuc de Bedurt és una muntanya de 2.018 metres que es troba entre els municipis de Les, a la comarca de la Vall d'Aran i França.